# Grizzly Bear
Grizzly Bear est un groupe de rock expérimental américain, originaire du quartier de Brooklyn, à New York. Il fait partie des quelques groupes non électroniques signés sur le label Warp. Il est constitué de Daniel Rossen (chant, guitare, claviers) (également membre du duo Department of Eagles), Edward Droste (chant, guitare, omnichord, claviers), Chris Taylor (basse, chœurs, divers instruments, producteur et membre du groupe CANT) et Christopher Bear (batterie, chœurs). Le groupe a fait la première partie de groupes tels que TV on the Radio ou Radiohead.

## Biographie

### Origines etHorn Plenty(2000-2006)
Ed Droste s'exprime sur l'explication du nom lorsqu'il l'a envisagé comme un projet solo : « C'était comme si je débutais un petit projet solo et je me suis dit : tiens ce serait marrant de l'appeler Grizzly Bear. C'est le surnom d'un ancien petit ami à moi. »
En 2004, Droste sort le premier album de Grizzly Bear Horn of Plenty. Mené presque intégralement en solo, ce disque bénéficie toutefois de la contribution de celui qui deviendra le batteur de Grizzly Bear, Christopher Bear. Rolling Stone écrit sur cet album : « la pureté atmosphérique de ces chansons suffisent amplement à vous hypnotiser. »
Ed Droste et Christopher Bear sont rapidement rejoints par le bassiste et producteur Chris Taylor. Ils jouent ensemble quatre concerts sous la forme d'un trio. Au sujet de ces concerts, Ed droste confie : « on a pratiquement pas existé sous cette forme, les quatre concerts que nous avons joué avant de rencontrer Daniel Rossen étaient horriblement nuls. Quand nous avons commencé à travailler à quatre, c'est là que je me suis dis que le groupe était né. » Le guitariste et chanteur Daniel Rossen rencontre Christopher Bear dans un conservatoire de jazz. Durant sa deuxième année, il habite avec Chris Taylor et entend parler de Grizzly Bear. Quelques titres composés en solo sont déjà prêts depuis un petit moment. Ils prennent tout leur sens lorsque Taylor lui propose de jouer dans le groupe en soumettant ses chansons aux autres membres. Quelques répétitions plus tard, Grizzly Bear évolue sous sa forme actuelle et part pour une tournée de plus de deux mois.
Ed Droste révèle en interview, lors de la promotion de l'album Shields, qu'il est ravi que le projet solo soit devenu un groupe car il est terrifié à l'idée d'avoir les projecteurs braqués sur lui et de devoir assumer un projet complet à lui seul.

### Yellow House(2006-2008)
Leur premier enregistrement sous la forme d'un quartet et utilisant des compositions originales d'Ed Droste et de Daniel Rossen, Yellow House, est sorti sur le label Warp Records en septembre 2006. Yellow House, c'est le nom de la maison de la mère d'Ed Droste où le groupe a enregistré l'album. L'album figure au top 10 des classements des meilleurs albums de 2006 par le New York Times et Pitchfork. En 2006 également, le groupe enregistre un « concert à emporter » avec la Blogothèque réalisé par Vincent Moon.
En 2007, le groupe sort un EP appelé Friends comprenant des démos, des versions différentes de compositions de Yellow House, ainsi que des reprises de leurs morceaux par CSS, Band of Horses et Atlas Sound. En plus, Il y figure le morceau caché Alligator en collaboration avec des membres de Dirty Projectors et Beirut. Le 1er mars 2008, le groupe joue avec le Los Angeles Philharmonic Orchestra.

### Veckatimest(2008–2010)
À l'été 2008, Grizzly Bear ouvre pour Radiohead à sa seconde moitié de tournée. À Toronto, pendant leur dernière date ensemble, le guitariste de Radiohead, Jonny Greenwood, exprime son amour pour Grizzly Bear, sur scène, qu'il considère comme son groupe préféré. D'expérience, Taylor commente : « C'était électrique, et incroyable. C'est resté incroyable. Ouvrir pour Radiohead est un grand honneur pour nous, en tant que groupe mais aussi musiciens. On a tous eu une relation au long terme avec la musique de Radiohead. » Christopher commente aussi que « c'était comme un rêve. »
Le groupe se pose ensuite dans une maison à Cape Cod pour solidifier son troisième album, Veckatimest, qui est publié en mai 2009. Il atteint la huitième place du Billboard 200 et est très bien accueilli par la presse. Chris Bear note que comparé à Yellow House, la version 2009 de Veckatimest est plus accessible en matière de pop. Veckatimest atteint beaucoup de listes top albums de 2009 (no 1 du Wall Street Journal, no 6 de Pitchfork, no 6 du New York Times, no 8 de Time).
Le 28 février 2009, Grizzly Bear joue à la Brooklyn Academy of Music avec Owen Pallett, accompagné d'un orchestre arrangé par Nico Muhly et conduit par Michael Christie. Ils jouent de nouveaux morceaux issus de Veckatimest et aussi issus de Yellow House. Ed Droste explique que des morceaux comme Central and Remote, Reprise et Campfire ne seront plus jamais joués sauf avec un orchestre. En mars 2009, ils jouent deux concerts au festival South by Southwest d'Austin (Texas). En juillet 2009, ils jouent au Pitchfork Music Festival de Chicago, dans l'Illinois. La même année, Grizzly Bear contribue avec Service Bell (avec Feist) et Deep Blue Sea pour l'album de charité Dark Was the Night produit par la Red Hot Organization. Ils sortent aussi un t-shirt via le Yellow Bird Project, pour récolter des fonds afin d'aider la Brighter Planet Foundation.

### Shields(2011–2013)

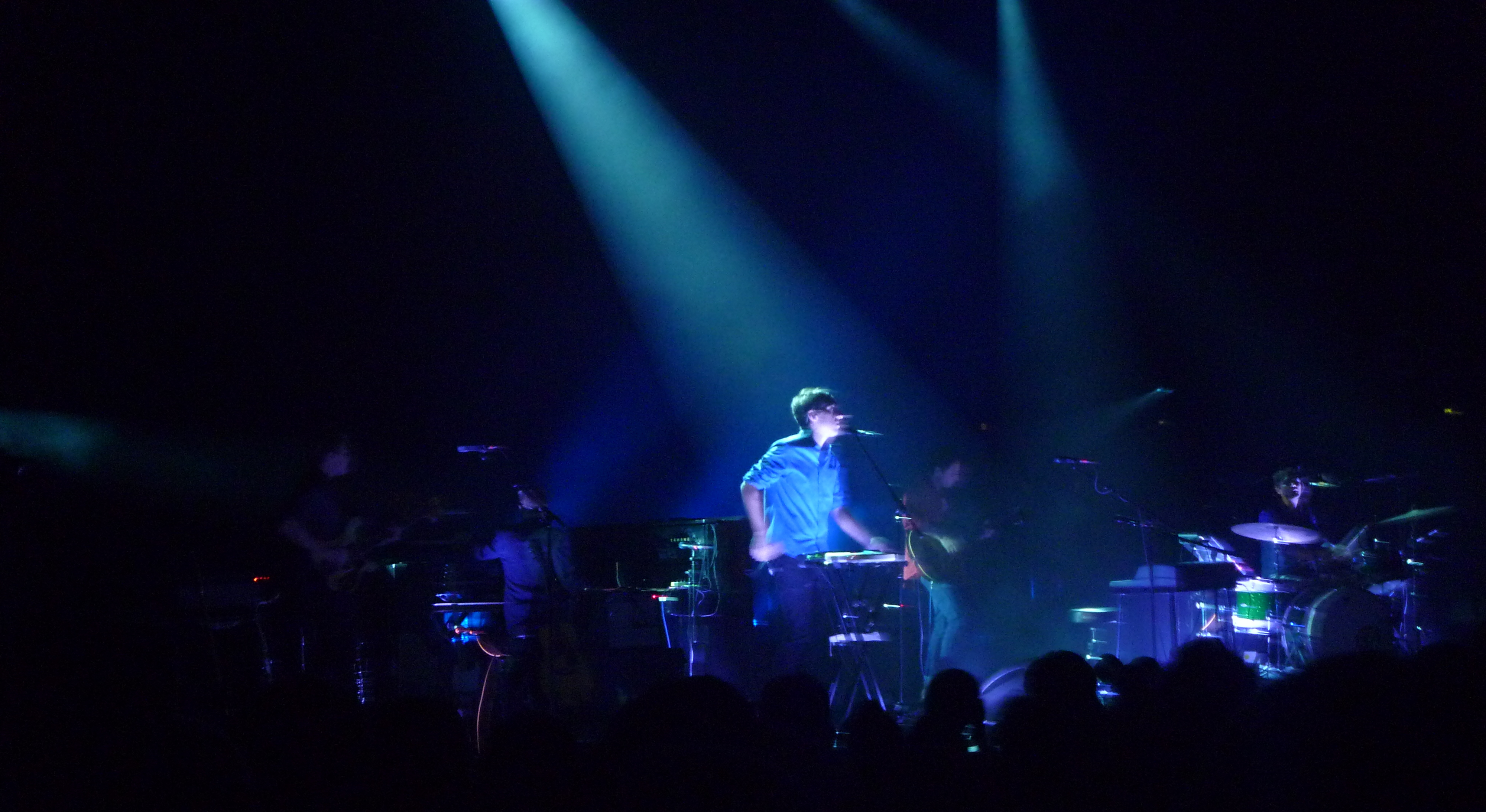
Grizzly Bear en 2012 à la Brixton Academy.

En mars 2012, Daniel Rossen sort l'EP solo Silent Hour/Golden Mile, qui comprend des morceaux qu'il a écrits pour le prochain album du groupe, mais qui n'ont pas été inclus. Le 5 juin 2012, le morceau Sleeping Ute de leur album, encore non-titré à cette période, est publié sur le site web du groupe, accompagné d'une liste des futurs morceaux. Le 9 juillet 2012, le groupe révèle le titre de l'album, Shields. Le 4 septembre 2012, l'album fuite sur Internet. Puis le 10 septembre, il est mis en pré-écoute sur le site web NPR. Grizzly Bear est annoncé pour le festival I'll Be Your Mirror de l'ATP au Alexandra Palace de Londres, le 5 mai 2013. Cependant, l'événement est repoussé à novembre 2013 ; I'll Be Your Mirror est annulé en août.
Le 17 septembre 2013, le morceau Will Calls (Marfa Demo) est publié, en même temps que l'annonce de deux rééditions pour Shields, suivies de la chanson Listen and Wait (Bonus Track) le 30 octobre. Les rééditions, Shields: Expanded et Shields: B-sides, sont publiées le 11 novembre 2013 et comprend huit remixes faces B, cinq morceaux inédits, et trois remixes vendus en formats : un coffret deux CD et en vinyle. En janvier 2014, Grizzly Bear termine sa tournée internationale Shields au Sydney Opera House. La performance est diffusée en ligne sur YouTube.

### Painted Ruins(2014-2019)
Après la tournée Shields, Daniel Rossen embarque dans une tournée solo pour son EP, et avec son autre groupe, Department of Eagles. En juin 2016, Droste travaillait sur le prochain album de Grizzly Bear,.
Le 4 avril 2017, Grizzly Bear poste un bref clip sur le site web et sur Instagram— apparemment une démo ou extrait de leur prochain album. Le 17 mai 2017, un nouveau single, Mourning Sound, est publié, et un nouvel album est annoncé. Intitulé Painted Ruins, il est annoncé pour le 18 août 2017. Le 16 octobre 2017, le groupe se produit à l'Olympia de Paris.
En 2020, le groupe cesse son activité pour une durée indéterminée à la suite du départ d'Ed Droste devenu psychothérapeute à Los Feliz, en Californie : « Il n'y a pas de rupture officielle ou quoi que ce soit d'autre. Je fais ça pour l'instant et qui sait ce qui se passera à l'avenir. »
En mai 2025, Grizzly Bear annonce sa première tournée nord-américaine depuis 2019, pour les mois d'octobre et novembre.

## Médias
Le morceau Foreground est joué dans le premier épisode de la quatrième saison de la série télévisée britannique Skins. Et le morceau Knife est joué dans le premier épisode de la saison 2 de la série télévisée britannique Skins. Le titre Two Weeks est joué dans le dixième épisode de la cinquième saison de la sérié télévisée américaine How I Met Your Mother ainsi que dans la publicité du monospace Peugeot 5008. Le titre Slow life est joué dans le film Twilight, chapitre II : Tentation. La bande originale du film Blue Valentine avec Ryan Gosling est composé en grande majorité de titres instrumentaux de Grizzly Bear. Le titre On a Neck, On a Spit a fait partie de la bande son de la série télévisée américaine Le Diable et moi ainsi que de celle du film documentaire Toute l'histoire de mes échecs sexuels. Un personnage de la série Gilmore Girls mentionne Grizzly Bear dans le dernier épisode d'une saison.

## Membres

### Membres actuels
- Ed Droste - chant, claviers, guitare, omnichord (depuis 2002)
- Christopher Bear - batterie, percussions, chœurs (depuis 2004)
- Daniel Rossen - chant, guitare, claviers (depuis 2005)
- Chris Taylor - basse, chœurs, instruments à vent, production (depuis 2005)

### Musicien additionnel
- Aaron Arntz - synthétiseur, piano (2012-2013)[31]

## Discographie

### Albums studio
- 2004 : Horn of Plenty
- 2006 : Yellow House
- 2009 : Veckatimest
- 2012 : Shields
- 2017 : Painted Ruins

### EP
- 2006 : Sorry for the Delay
- 2007 : Friend

### Singles
- 2006 : On a Neck, on a Spit
- 2007 : Knife
- 2009 : Live on KCRW
- 2009 : Two Weeks
- 2009 : While You Wait for the Others
- 2012 : Sleeping Ute
- 2012 : Yet Again

### Autres
- Horn of Plenty (The Remixes) (2005)
- Slow Life featuring Victoria Legrand (2009) sur The Twilight Saga: New Moon
- Blackcurrant Jam apparait sur Worried Noodles, mis en vente par TOMLAB en octobre 2007
- Don't Ask de l'album Horn of Plenty apparait sur la compilation de Tomlab Records Alphabet Series

## Collaborations

### Télévision
- Avril 2007 – Grizzly Bear joue Lullaby sur le plateau de l'émission américaine Last Call with Carson Daly
- Août 2007 - Le groupe a fait partie de la chorale accompagnant Feist pour son morceau 1234 sur le plateau du talk show Late Show with David Letterman